# Escadrille Espinasse
La Escadrille Espinasse era una squadriglia che combatté nella prima guerra mondiale inquadrata nella francese Aéronautique Militaire.

## Storia
Al fine di sostenere l'alleato italiano il cui esercito soffriva di carenze nel campo dell'artiglieria pesante, lo Stato Maggiore, dopo il ritorno di una missione ufficiale guidata dal Lcl Charet, invia su questo fronte un distaccamento di treni armati con artiglieria pesante dal mese di aprile 1917, composto da un gruppo da 19 e due gruppi da 32.
Le batterie francesi, guidate dallo stesso Lcl Charet, sono utilizzate in Trentino, nelle località di Grigno, Piovene Rocchette e Chiuppano dove l'esercito italiano ha appena creato una serie di binari ferroviari. Questo distaccamento di artiglieria ha una componente aerea, ovvero una squadriglia incaricata di regolare i tiri.
Così, la squadriglia Espinasse, composta da distaccamenti delle squadriglie 219, 210 e 227, viene creata al Campo di aviazione di Villaverla, così denominata in omaggio al generale francese Esprit Charles Marie Espinasse che morì nel 1859 durante la Battaglia di Magenta, che vide la vittoria delle Truppe del Secondo Impero francese e del Regno di Sardegna (1720-1861) contro l'Impero austriaco. Questo generale era anche il prozio del comandante di squadriglia, il capitano Jean de Fontenilliat.
Equipaggiata con 6 Sopwith 1½ Strutter, la squadriglia Espinasse sarà protetta dai Nieuport della squadriglia di Venezia Escadrille N 92 i - N 392 - N 561 che inviano un distaccamento di alcuni caccia al suo campo. Sarà operativa dal 23 maggio 1917 e conseguirà una vittoria aerea il 21 giugno 1917 quando un Sopwith guidato dal MdL Pierre Martin e con l'osservatore il Slt Louis Olphe-Galliard colpisce un caccia austriaco che precipita in collaborazione con un caccia italiano.
Se l'uso del treno armato con tiro regolato dal cielo sorprende gli austriaci che subiscono perdite significative, l'offensiva italiana nei Monti trentini si rivela soccombente e il distaccamento francese viene ritirato a inizio luglio 1917. La squadriglia Espinasse tornò in Francia da Venezia e fu sciolta il 15 luglio 1917, dopo aver avuto una sola perdita, il Slt Marc Zuber, un osservatore ucciso accidentalmente il 28 giugno in un incidente aereo a Venezia.

## Aerei
- Sopwith 1½ Strutter dal 23 maggio 1917